# 프리츠 율리우스 쿤

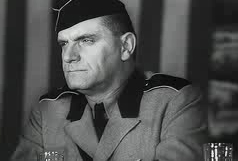
1938년 모습

프리츠 율리우스 쿤(Fritz Julius Kuhn, 1896년 5월 15일 ~ 1951년 12월 14일)은 제2차 세계 대전 이전에 독일계 미국인 협회(German American Bund)의 지도자로 선출된 독일 나치 운동가였다. 1934년에 미국 시민권을 취득했으나 나치 독일의 외국 요원이라는 이유로 1943년에 시민권이 취소되었다. 쿤은 1939년부터 1943년까지 절도와 위조 혐의로 감옥에 갇혔고, 석방되자마자 즉시 연방 정부에 의해 적군 요원으로 구금되었다. 그는 1945년에 추방되었고 나중에 전후 독일에서 추가 감옥 생활을 한 후 1951년에 사망했다.

## 사망
쿤은 1951년 12월 14일 독일 뮌헨에서 원인불명으로 사망했다. 뉴욕 타임스의 사망 기사는 그가 "예고도 없고 노래도 알려지지 않은 가난하고 무명의 화학자"로 사망했다고 말했다. 죽기 직전에 쿤은 왜 히틀러를 따랐는지 질문을 받았다. 나치 독일의 붕괴에 환멸을 느낀 그는 “이렇게 끝날 줄 누가 알았겠는가”라고 답했다.

## 같이 보기
- 2만 나치의 뉴욕 침공